# Џејмс Паркинсон
Џејмс Паркинсон (енгл. James Parkinson; Шордич, 11. април 1755 — Лондон, 21. децембар 1824) је био енглески лекар, геолог, палеонтолог и политички активиста.
Најзначајније његово дело је Есеј о дрхтавој парализи (An Essay on the Shaking Palsy), којег је издао 1817. године. Тада је први пут описана врста парализе данас позната као Паркинсонова болест.